# مستشفى الملك سلمان للقوات المسلحة
مستشفى الملك سلمان للقوات المسلحة يعد مستشفى الملك سلمان للقوات المسلحة بالمنطقة الشمالية الغربية (تبوك) أحد أكبر المستشفيات بالمملكة العربية السعودية؛ حيث يضم جميع التخصصات الطبية المختلفة والتخصصات الدقيقة، وأصبح بذلك مرجعاً لجميع مستشفيات المنطقة الشمالية الغربية في المملكة.

## نظرة عامة

### التأسيس والافتتاح الرسمي
تم افتتاح المستشفى في مطلع شوال لعام 1400ھ / أغسطس 1980، وكان أول مستشفى حكومي يقوم بإدخال تقنية المناظير بالمملكة عام 1991م.

### المستشفيات والمراكز التابعة
- مستشفى الملك خالد للقوات المسلحة[2]
- مستشفى الميدان المتنقل الأول
- مركز الأمير سلطان لعلاج الأورام
- مركز النساء والولادة والعناية الفائقة للأطفال حديثي الولادة
- مركز الامير محمد بن سلمان للتوحد
- مركز صحة المرأة
- مركز جراحة اليوم الواحد
- مركز طب الأسنان وجراحة الوجه والفكين
- مركز معادلة الضغط والعلاج بالأكسجين